# Signs
Signs è un film fantascientifico del 2002 co-prodotto, scritto e diretto da M. Night Shyamalan e interpretato da Mel Gibson e Joaquin Phoenix.

## Trama
Una fattoria di proprietà della famiglia Hess, situata nella contea di Bucks, Pennsylvania. Il capofamiglia Graham Hess, ex pastore della chiesa episcopale ha abbandonato il sacerdozio dopo aver perso la fede in Dio a causa della tragica morte della moglie, avvenuta sei mesi prima per un incidente stradale. La sua famiglia è composta dai due figli Morgan e Bo, il primo con problemi di asma e la seconda con alcune fissazioni, soprattutto verso l'acqua, e da suo fratello Merrill, un ex giocatore semi-professionista di baseball, famoso per la potenza delle sue battute e detentore di numerosi record di fuoricampo, che ha deciso di trasferirsi dal fratello a seguito della morte di sua moglie.
Una mattina, si sveglia di soprassalto sentendo abbaiare i cani e urlare i figli. Assieme a suo fratello Merrill, corre fuori e trova un misterioso cerchio nel grano a forma di freccia, tracciato durante la notte nel campo di mais antistante la casa.
Chiamata la polizia, all'inizio si pensa a uno scherzo di cattivo gusto ad opera di Layonel e dei fratelli Wilfinton, dei bulli locali, che già da tempo avevano preso di mira la famiglia Hess. Tuttavia, quando dalle notizie televisive si scopre che i cerchi erano comparsi anche in India e via via in altre parti del mondo, la tensione inizia a crescere. Dopo aver appurato che, per un essere umano, sia impossibile tracciarne così tanti in poco tempo e in varie parti del mondo, si sospetta che i cerchi siano stati "creati" da delle navicelle aliene per fungere da punto di riferimento terrestre. 
Arrivata la notte, mentre Graham cerca di far addormentare la figlia minore Bo alle prese con alcuni incubi, nota una strana figura umanoide sul tetto della casa.
Pensando che si tratti di Layonel, insieme a Merrill esce di casa e corre per il giardino con l'intento di spaventare l'ospite, ma esso riesce a scappare nel campo di mais, non prima però di essere balzato sul tetto della casa a più di tre metri di altezza.
L'indomani, Graham si accorge che la sua famiglia si sta preoccupando troppo del fenomeno e decide di portare tutti in città, a fare shopping. In una libreria, il figlio maggiore Morgan compra un libro sugli extraterrestri, scritto da scienziati "rinnegati" per le loro teorie dalla comunità scientifica internazionale, e inizia a leggerlo con particolare interesse, mentre Merrill si reca in un centro di reclutamento dell'esercito, per chiedere informazioni circa il fenomeno dei cerchi.
Il responsabile del centro riferisce a Merrill che alle autorità è stata riferita la presenza in città di numerosi forestieri, a suo dire dei soldati di un paese ostile, in ottica di ricognizione per un eventuale attacco.
Quando rientrano a casa, la radio ricetrasmittente lasciata accesa da Morgan su consiglio dello sceriffo Paski capta uno strano segnale. Sebbene venga scambiato da Graham come un'interferenza, quando la radio viene sollevata verso l'alto, in direzione del cielo, il segnale diviene più chiaro. Tutta la famiglia capisce che si tratta di una conversazione in una lingua sconosciuta tra due o più "persone", che sembra si stiano "organizzando" a far qualcosa. Dopo un iniziale scetticismo da parte di Graham, che bolla questi fenomeni come "bravate" da parte di ragazzi facenti parte di qualche società segreta, spinti da spirito di emulazione sull'onda del primo caso, segue l'evidenza dei fatti: l'uomo esce a indagare su alcuni strani rumori provenienti dal campo di mais, ed è così testimone di un incontro ravvicinato con una creatura extraterrestre.
Tornato a casa, Graham acconsente ad accendere la tv, fino ad ora tenuta spenta, e la famiglia assiste sconcertata alle immagini della comparsa di numerosi UFO sopra i cieli di Città del Messico.
Il giorno dopo, il governo dichiara la chiusura delle scuole. Si scoprirà che gli UFO stanno diventando sempre più numerosi sopra i cieli delle grandi città mondiali e sempre più localizzati, a circa 20 chilometri di distanza dalle località sedi dei cerchi. Ciò conferma l'ipotesi iniziale, che i cerchi vengano utilizzati come punti di riferimento visivi per consentire agli extraterrestri di orientarsi. 
Mentre sta leggendo il libro sugli alieni insieme ai bambini, Graham riceve una strana telefonata da parte di Ray Reddy, un medico veterinario responsabile dell'incidente che aveva causato la morte di sua moglie sei mesi prima, e decide di andarlo a trovare. 
Giunto nei pressi dell'abitazione, Graham trova Ray al volante della propria auto, visibilmente spaventato e sanguinante. L'uomo chiede perdono a Graham per ciò che era accaduto a sua moglie, poiché è da mesi distrutto dal rimorso e dai sensi di colpa. Prima di partire, accenna a Graham che la sua destinazione è un posto vicino al lago. Infatti, stando a quanto riportato in televisione, tutti i cerchi nel grano sono molto distanti dall'acqua, sostenendo che "loro" sembrano esserne infastiditi. Ray rivela infine di avere avuto una colluttazione con una delle creature che aveva fatto irruzione in casa sua, e di essere riuscito a rinchiuderla nel ripostiglio, barricandola dentro.
Graham non aprirà mai la porta dello stanzino che lo separa dall'alieno, ma ne evincerà fattezze e intenzioni attraverso la sua immagine riflessa sulla lama di un coltello, che fa scorrere sotto la porta. L'alieno, visibilmente aggressivo, si scaglia verso il coltello e ha la peggio, perdendo alcune dita della mano.
Tornato a casa, Graham e la sua famiglia studiano il da farsi e decidono di barricarsi dentro, viste anche le scene di panico e le notizie diramate dalla televisione, soprattutto dopo l'avvistamento di un alieno in Brasile. Graham domanda a suo figlio Morgan, che ha letto il libro sulla possibile invasione, come andrebbe se gli alieni fossero ostili. Morgan spiega che sul libro è indicato che la fine della "guerra" può avvenire solo in due modi: l'umanità vince, e in questo caso gli alieni si ritirerebbero per poi tornare secoli dopo con un'invasione ancora più ampia; oppure gli alieni vincono e l'umanità è distrutta. Graham rivela infine alla famiglia impaurita di avere visto un alieno in casa di Ray, informando i famigliari della possibilità che gli alieni non tollerino l'acqua. Mettendo infine ai voti se andare o meno al lago, la famiglia di Graham decide sia più sicuro restare in casa.
Graham, insieme al fratello Merrill, provvede a blindare la casa attraverso l'apposizione di legni e chiodi alle finestre, in quanto si pensa che gli alieni non sappiano sfondare le porte. Tuttavia, quando giunge la sera e stanno per mettersi a cenare, si accorgono che la radio capta una loro conversazione e che l'invasione ha avuto inizio. I protagonisti, nel rendersi conto che la botola della soffitta non è stata rinforzata con le assi di legno, decidono di rifugiarsi in cantina. Durante la notte, Morgan viene colpito da un violento attacco d'asma, ma ha dimenticato il medicinale in casa. Graham riesce a fargliela passare, ammonendolo che il prossimo attacco potrebbe essergli fatale se non fronteggiato con l'ausilio del medicinale.
La mattina seguente, Graham e Merrill accendono una vecchia radio FM e, captando una trasmissione civile, odono che gli invasori alieni sono stati sconfitti dagli esseri umani e i pochi sopravvissuti hanno abbandonato la Terra, lasciando numerosi feriti. Decidono quindi di avventurarsi nella casa alla ricerca del medicinale anti asmatico.
Accade tuttavia l'inaspettato: Morgan, nuovamente in crisi asmatica, viene preso in braccio da una creatura aliena, identificata da Graham come quella precedentemente chiusa nello sgabuzzino di Ray Reddy. In quel momento, l'uomo si ricorda delle ultime parole pronunciate dalla moglie in fin di vita, ossia di dire a Merrill di colpire con forza. Graham, pertanto, chiede al fratello di colpire forte e Merrill impugna la mazza da baseball che usava quando era un giocatore, e colpisce l'alieno. Costui, che un attimo prima aveva spruzzato un gas velenoso in faccia a Morgan, è prima costretto a lasciare il bambino, poi accidentalmente urta uno dei bicchieri colmi d'acqua disseminati per la casa. La fissazione della piccola Bo è stata profetica, poiché l'acqua schizza sull'alieno, ferendolo. 
Si scopre così che gli alieni sono "allergici" all'acqua e sono, in realtà, "armati" solamente di un gas velenoso che secernono in piccole quantità; essi sono stati sconfitti dal genere umano grazie all'ausilio di mezzi rudimentali, sfruttando la loro allergia a questo elemento naturale.
Dopo che l'alieno viene ucciso, ultimo rimasto sulla Terra della sua specie, l'attenzione si concentra su Morgan, di cui ancora non si conoscono le sorti dopo le esalazioni tossiche dell'alieno. Fortunatamente, a seguito del precedente attacco d'asma, il bambino non si era trovato nelle condizioni di inalare il gas velenoso e si è salvato. Nell'ultima scena del film, ambientata mesi dopo, si vede Graham che ritorna a indossare l'abito da prete, confermando di aver riacquistato la fede.

## Produzione
Signs fu girato nel 2001. La location principale del film è indicata essere "Bucks County, PA" nella pellicola. Tutte le scene furono effettivamente girate in loco nella contea di Bucks, in Pennsylvania. Le scene nella casa e nel campo di grano furono girate all'interno del campus della Delaware Valley University, a Doylestown, dove fu messo a disposizione della produzione un campo di 16 ettari. Le sequenze nella libreria e nella pizzeria furono girate a Newtown, mentre la scena in farmacia fu ripresa a Morrisville.

## Distribuzione
Il film è uscito nelle sale negli Stati Uniti d'America il 2 agosto 2002, mentre nelle sale italiane il 17 ottobre 2002.

## Curiosità
- Il regista M. Night Shyamalan appare nel film nel ruolo di Ray Reddy, l'uomo che aveva causato l'incidente in cui morì la moglie di Graham Hess.
- Il film Scary Movie 3 - Una risata vi seppellirà è in parte una parodia del film.
- La parte di Merrill Hess fu inizialmente data all'attore Mark Ruffalo, che però vi dovette rinunciare poiché gli fu diagnosticato un tumore al cervello.
- È il film d'esordio per Abigail Breslin, qui bambina.